# Mount Finansanta
Mount Finansanta är ett berg i Guam (USA).   Det ligger i kommunen Merizo, i den sydvästra delen av Guam, 23 km söder om huvudstaden Hagåtña. Toppen på Mount Finansanta är 272 meter över havet.